# 汀坪乡
汀坪乡，是中华人民共和国湖南省邵陽市城步苗族自治县下辖的一个乡镇级行政单位。

## 行政区划
汀坪乡下辖以下地区：
汀坪村、上岩村、桂花村、横水村、桂石村、大冲头村、小阳坪村、独宿村、大候村、长滩村、糁子坪村、隘上村、蓬洞村、沙基村、团心寨村、大水村、内里村、东河村、大河村、杨梅村、太阳村、龙塘村、大坪水村、高桥村和安乐村。

## 词源学
汀坪乡因境内有界背水横过，源水头和界背水成“丁”字形汇合，故名“汀坪”。

## 历史
1995年，蓬洞乡、杨梅坳乡合并入汀坪乡。

## 地理
汀坪乡坐落在城步苗族自治县南部，东北是白毛坪镇，西北是丹口镇，西是五团镇，南和东南是广西壮族自治区。
最高点老山（1801米），第二高点是且马踱（1335米）
汀坪乡有两条主要河流：长滩河、大河。

## 人口
2015年12月，汀坪乡的人口是17,200人，苗族人口11,000人，占63.95%，另外还有其他11个民族。

## 经济
汀坪乡的主要经济来源是农业，矿产资源有：钨、铅、铜、金、硅、晶体等。

## 交通
省道219穿过汀坪乡。